# Albany (cantant)
Albany (Girona, 1998) és una cantant trap de la nova escena urbana underground. Ha viscut a Granada i València. El seu primer tema va ser «Trap niggareños», pujat a YouTube el 2015.
Els temes d'Albany barregen tristesa profunda, humor i espontaneïtat. Se l'ha comparat amb Loki, Pedro Ladroga, Kefta Boyz. El 2018, Albany va gravar «Ningú», un track de tendència trista produït íntegrament per DRIP 133, del segell nord-americà TeamSESH. Albany apareix en el cartel del festival Primavera Sound, el 2019.